# Udo Voigt
Udo Manfred Lothar Voigt (14. duben 1952 Viersen – 17. července 2025) byl německý politik a jeden z bývalých předsedů extremistické Nationaldemokratische Partei Deutschlands (NPD). Pod jeho agresivním vedením dosáhla strana nejlepších volebních výsledků od 60. let a získala zastoupení v zemských sněmech v Sasku a v Meklenbursku-Předním Pomořansku.

## Biografie
Udo Voigt se vyučil v letech 1968–1971 leteckým mechanikem. V letech 1982–1987 studoval na Ludwig-Maximillian-Universität v Mnichově, vzděláním je diplomovaný politolog.
Svoji kariéru v Bundeswehru zahájil v roce 1972, povolán byl na 12 let, 2 roky strávil na důstojnické škole Luftwaffe, poté absolvoval 15měsíční odborný kurs v El Pasu v Texasu. 8 měsíců strávil také jako bezpečnostní důstojník na střelnici v Řecku, 6 let služby jako důstojník raketového vozu u protivzdušné baterie, poté byl velícím důstojníkem jednotky u protivzdušné raketové obrany.

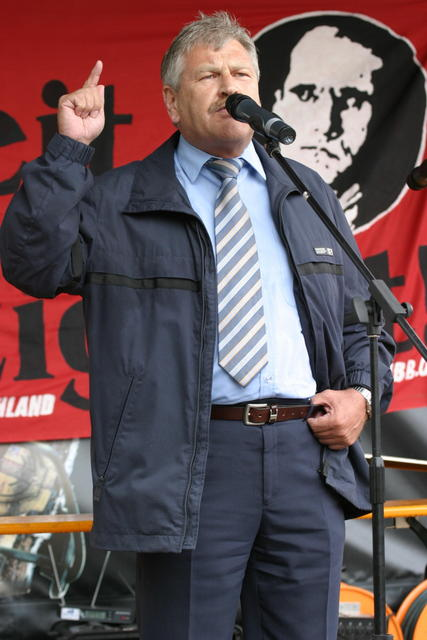
Udo Voigt při projevu na shromáždění na počest Rudolfa Hesse

Jeho poslední služební hodnost byl kapitán. Ukončil službu v roce 1984. Kvůli aktivnímu členství ve fašizující NPD mu nebyl po uplynutí 12leté smlouvy nabídnut další kontrakt. Žaloba u spolkového správního soudu byla zamítnuta.
V roce 1968 vstoupil do NPD, v letech 1970–72 byl členem představenstva NPD v rodném Viersenu. V roce 1978–1992 byl předsedou ve Freisingu (Bavorsko), od roku 1982 byl členem zemského předsednictva v Bavorsku, nakonec i jejím zemským předsedou. V letech 1986–1993 byl vedoucím úřadu vzdělávání v národně demokratickém centru v ISEO Horní Itálie. Od roku 1984 byl členem předsednictva strany, poté i prezídia. Od března 1996 byl předsedou strany NPD, než ho v roce 2011 vystřídal na pozici stranického lídra Holger Apfel.
Byl ženatý a vyznáním katolík.